# LIFE (AAA의 노래)
〈LIFE〉(라이프, ライフ 라이후[*])는 AAA의 쉰다섯 번째 싱글。CD 발매에 앞서서 2017년 9월 20일부터 아이튠즈, 레코초쿠, mu-mo, mora 등, 각종 음원 사이트를 통해서 선행 배포가 되었다. CD 싱글은 10월 18일에 에이벡스 트랙스에서 발매 예정이다.

## 개요
- 자켓 A, B, 팬 클럽 한정판의 총 세 가지의 형태로 발매된다. 또, 초도 발매분은 슬리브 사양이다.
- 타이틀 곡은 2017년 10월의 후지 TV 계열 월요 드라마 《민중의 적~세상, 이상하지 않습니까!?~》의 주제가로 사용된다. AAA의 노래가 후지 TV 계열 연속극 주제가로 사용되는 것은 처음이다[3].
- 자켓 C의 굿즈는 ‘AAA 오리지널 덧신’이다.

## 수록 내용
CD
| #  | 제목                                                                       | 작사             | 재생 시간 |
| -- | -------------------------------------------------------------------------- | ---------------- | --------- |
| 1. | 〈LIFE〉                                                                   | Mitsuhiro Hidaka |           |
| 2. | 〈MAGIC〉 (AAA ARENA TOUR 2017 -WAY OF GLORY- at 사이타마 슈퍼 아레나 7.9) |                  |           |
| 3. | 〈Eighth Wonder〉 (a-nation 2017 at 아지노모토 스타디움 8.26)              |                  |           |
| 4. | 〈LIFE〉 (Instrumental)                                                    |                  |           |

DVD
| #  | 제목                   | 재생 시간 |
| -- | ---------------------- | --------- |
| 1. | 〈LIFE〉 (뮤직 비디오) |           |
| 2. | 〈LIFE〉 (메이킹 필름) |           |

## 발매일
| 국가     | 일정             | 포맷        | 레이블    |
| -------- | ---------------- | ----------- | --------- |
| 전세계   | 2017년 9월 20일  | 디지털 음원 | avex trax |
| 대한민국 | 2017년 9월 29일  | 디지털 음원 | 지니뮤직  |
| 일본     | 2017년 10월 18일 | CD+DVD, CD  | avex trax |
| 대한민국 | 2018년 6월 1일   | 디지털 음원 | 아이리버  |

### 내용주
1. ↑  타이틑 곡인 LIFE만 수록된다.
2. ↑  반주 음원만 없이 수록된다.

### 참조주
1. ↑  “NEWS”. 《AAA(트리플 에이) OFFICIAL WEBSITE》 (일본어). 2017년 9월 18일. 2017년 9월 20일에 확인함.
2. ↑  AAA의 신곡 ‘LIFE’ 싱글이 10/18로 발매 결정! - 공식 사이트. 2017년 9월 5일.
3. ↑  축! AAA, 후지 TV 드라마의 주제가로 첫 출마! - 민중의 적~세상, 이상하지 않습니까!?~ 공식 사이트. 2017년 8월 31일.